# Comuna Șuri, Drochia
Comuna Șuri este o comună din raionul Drochia, Republica Moldova. Este formată din satele Șuri (sat-reședință) și Șurii Noi.

## Demografie
Conform datelor recensământului din 2014, comuna are o populație de 4.098 de locuitori. La recensământul din 2004 erau 4.614 locuitori.

## Administrație și politică
Componența Consiliului local Șuri (13 consilieri), ales la 5 noiembrie 2023, este următoarea:
|  | Partid                                       | Consilieri | Componență | Componență | Componență | Componență | Componență |
|  | -------------------------------------------- | ---------- | ---------- | ---------- | ---------- | ---------- | ---------- |
|  | Partidul Schimbării                          | 5          |            |            |            |            |            |
|  | Partidul Socialiștilor din Republica Moldova | 4          |            |            |            |            |            |
|  | Platforma Demnitate și Adevăr                | 3          |            |            |            |            |            |
|  | Partidul Acțiune și Solidaritate             | 1          |            |            |            |            |            |